# 라 파브리카 (건물)
라 파브리카(La Fábrica)는 1975년에 바르셀로나 근처의 산 후스트 데스베른에서 리카르도 보필 건축사무소에 의해 사무실과 주거 공간으로 개조된 시멘트 공장이다.

## 역사
시멘트 회사인 La Auxiliar de la Construcción S.A.는 캄핀스라는 산악 마을에서 시작되어 1916년 또는 1917년에 설립되었다. 그리고 그곳에 공장을 세웠고 1920년, "산손(Sanson)"이라는 상표를 등록했다. 공장의 105미터 높이의 굴뚝은 미국의 엔지니어 클리포드 톰린슨(Clifford Tomlinson)이 설계하였으며, 당시 유럽에서 가장 높은 굴뚝으로 1924년에 완공되었다. 이 공장은 스페인 내전 동안 피해를 입지 않았고, 그 기간 동안 요새 건설을 위한 시멘트를 공급했다. 공장은 쿠르넬랴데류브레가트와 연결된 자체 철도 노선을 가지고 있었으며, 1925년에 완공되었다. 1950년대 초반에는 378명의 근로자를 고용하고 있었다. 전쟁 후에는 공장에서 발생한 오염 문제로 인해 주민들의 반대가 많아지자 새로운 투자를 필요로 하게 되었다. 결국 1968년, 산손은 인근 산트 펠리우 데 로브레가트(Sant Feliu de Llobregat)에 있는 새로운 시멘트 생산 시설로 이전하였으며, 이는 푸익 돌로르다(Puig d'Olorda) 산 아래에 위치하고, 산타 크루 드 올로르다(Santa Creu d'Olorda)의 자재 채굴장과 더 가까운 곳에 있었다.
리카르도 보필(Ricardo Bofill)과 그의 건축사무소, 리카르도 보필 건축사무소는 1972년에 이 장소를 발견하고, 1973년에 구매하여 부분적으로 파괴하고 재창조하는 과정을 시작했다. 산업 구조물의 일부를 철거하여 숨겨진 형태를 드러냈다. 보존된 실로는 사무실과 주거 공간으로 변형되었다. 이 프로젝트는 1975년에 대부분 완료되었다. 디자인은 카탈루냐 고딕과 초현실주의 요소를 포함한 다양한 건축 언어를 통합하고 있으며, 건축적 포스트모더니즘과 비판적 지역주의의 영향을 받고 있다.
2022년 1월 26일과 27일, 라 파브리카는 2022년 1월 14일에 코로나19 합병증으로 세상을 떠난 리카르도 보필을 기리기 위해 대중에게 개방되었다. 수천 명의 방문객들이 산 후스트 데스베른, 바르셀로나 등지에서 모였다.

## 같이 보기
- 리카르도 보필
- 리카르도 보필 건축사무소(영어판)